# 埃姆岩 (喬治王島)
62°16′S 58°42′W / 62.267°S 58.700°W

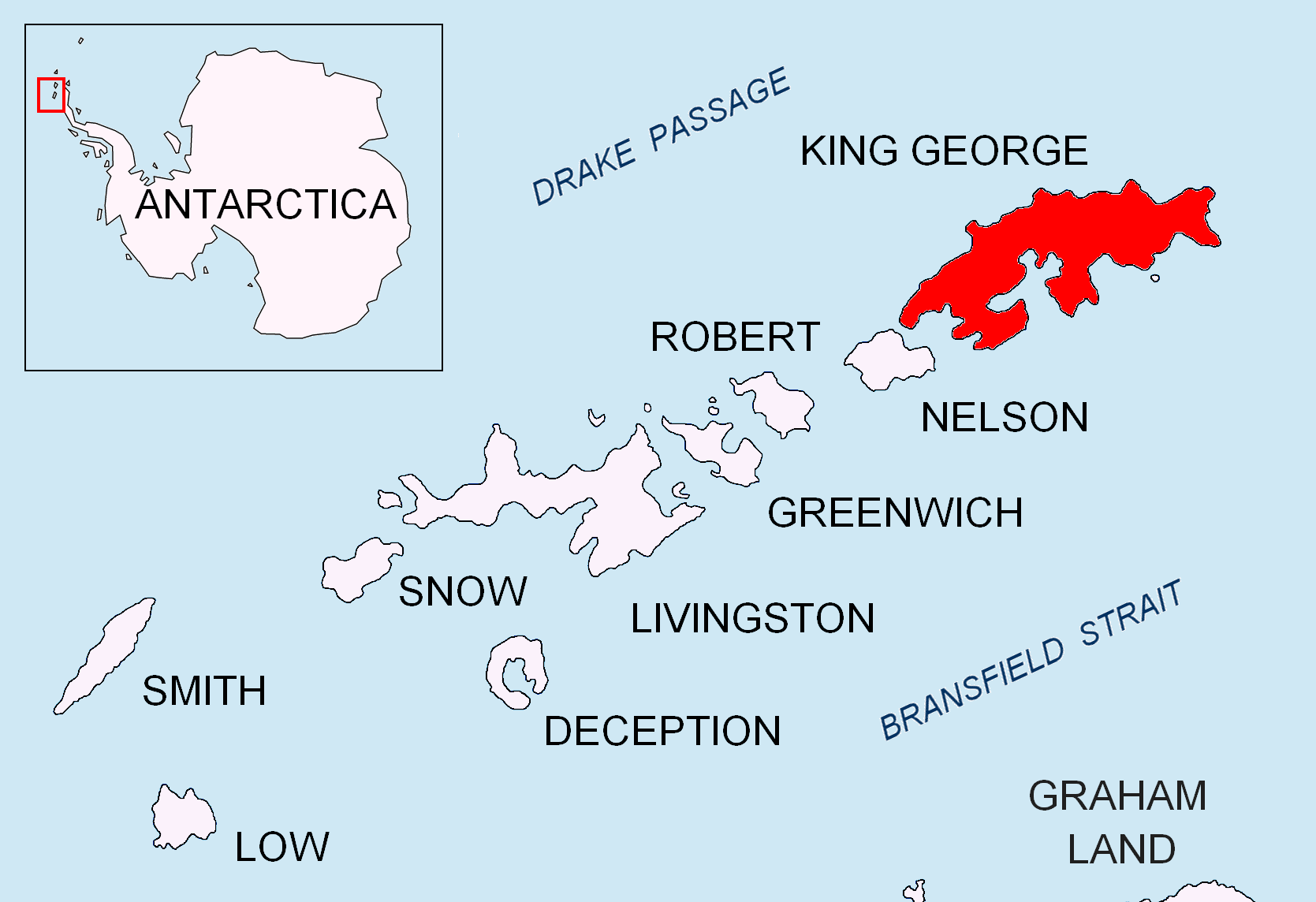

埃姆岩（Emm Rock），是南極洲的岩石，位於南設得蘭群島的喬治王島南岸，處於波特灣入口處東部，海拔高度30米，由讓-巴蒂斯特·夏古率領的法國探險隊繪入地圖，現時由南極條約體系管理。